# Neominettia lutea
Neominettia lutea är en tvåvingeart som först beskrevs av Christian Rudolph Wilhelm Wiedemann 1830.  Neominettia lutea ingår i släktet Neominettia och familjen lövflugor. Inga underarter finns listade i Catalogue of Life.